# La misa criolla (álbum de Calchakis)
La misa criolla es un álbum discográfico publicado en 1976 por Los Calchakis, versión de La Misa Criolla, obra de Ariel Ramírez. Existen otros discos y recopilaciones que recogen este trabajo junto a otras cantatas de Los Calchakis como La Cantata para un Hombre Libre y La Cantata Mundo Nuevo.

## Lista de canciones y versiones
1. Kyrie
2. Gloria
3. Credo
4. Sanctus
5. Agnus Dei
6. Gloria

Todas ellas compuestas por Ariel Ramírez.
Además de esta misa clásica, Los Calchakis completaron el disco con estas otras piezas:
| N.º | Título                      | Música                                         | Duración |  |
| 7.  | «Humahuaqueño - Quebradeño» | Edmundo P. Zaldívar (h.) y Los Hermanos Abalos |          |  |
| 8.  | «Loncomeo»                  | Benito Merlino y Sergio Arriagada              |          |  |
| 9.  | «El sacha puma»             | Valles y Ariel Jiménez                         |          |  |
| 10. | «Ay carnaval»               | Ariel Petrocelli                               |          |  |
| 11. | «Carnaval y Navidad»        | H. Miranda y Sergio Arriagada                  |          |  |
| 12. | «Zampoñas bagualeras»       | folklore arr. H. Miranda                       |          |  |
| 13. | «Casi casi me quisiste»     | folklore arr. H. Miranda                       |          |  |
| 14. | «Jesusana»                  | Gallareta                                      |          |  |

En 2005 Los Calchakis volverían a grabar esta misma obra con el Coro Sinfónico de París dirigido por Xavier Ricourt, donde además de la obra original grabaron:
| N.º | Título                                      | Música                                       | Duración |  |
| 7.  | «Milonga rioplatense»                       | Sergio Arriagada                             |          |  |
| 8.  | «Cafecito colao»                            | H. Miranda y A. Mª Miranda                   |          |  |
| 9.  | «Noches»                                    | Sergio Ortega Alvarado                       |          |  |
| 10. | «Volcán Osorno»                             | folklore arr. H. Miranda                     |          |  |
| 11. | «Cullahuada (Fiesta Aymara)»                | Rigoberto Rojas Suárez arr. Sergio Arriagada |          |  |
| 12. | «Zampoñita»                                 | Sergio Arriagada                             |          |  |
| 13. | «Patria adentro»                            | H. Miranda y César Isella                    |          |  |
| 14. | «El canto del cúculi»                       | Eduardo Carrasco                             |          |  |
| 15. | «Curaray»                                   | Enrique Capuano                              |          |  |
| 16. | «Blanca palomita (Canten Señores Cantores)» | Violeta de Gainza- Guillermo Graetzer        |          |  |
| 17. | «Junaq pacha»                               | Juan Pérez de Bocanegra arr. Enzo Gieco      |          |  |

## Integrantes
- Héctor Miranda
- Nicolás Pérez González
- Fernando Vildozola
- Sergio Arriagada
- Lucio Saavedra
- Chango Manzo